# Crno (żupania zadarska)
Crno – wieś w Chorwacji, w żupanii zadarskiej, w mieście Zadar. W 2011 roku liczyła 537 mieszkańców.